# Pere Noguers
Pere Noguers (Reus, 1551 - Santes Creus, 1608) va ser un abat cistercenc del Monestir de Santes Creus.
Va ser nomenat abat l'any 1593, després de la mort del gran abat nascut a Conesa Jeroni Contijoc. Va ser abat en uns moments, posteriors al Concili de Trento, on s'imposava el congregacionisme, que propugnava la unió de diversos monestirs autònoms sota les ordres d'un mateix superior. És a dir, que l'autoritat de l'abat es veia constreta pel superior de l'orde, i ell defensava el patrimoni del monestir, les fundacions monàstiques, l'expansió en les construccions, segons les necessitats que hi observava. Va ser un promotor entusiasta de la canonització de sant Bernat Calbó, que també havia estat abat de Santes Creus. Es va enfrontar al poder reial defensant el Monestir de Santa Maria de la Valldigna, constituït sota el regnat de Jaume II per monjos de Santes Creus a la Valldigna, al País Valencià, i que estava sota la jurisdicció dels abats de Santes Creus des de la seva fundació.
Va ser el penúltim abat vitalici de Santes Creus. Després s'elegien per tres anys. Durant els quinze anys que va exercir d'abat, va defensar els drets del Monestir davant les ingerències del rei i de l'orde. Va tenir una gran projecció externa, i va intervenir a Poblet, a Vallbona de les Monges, a Santa Maria d'Escarp i a l'orde militar de Montesa. Va ser Vicari General de l'orde cistercenc. Al morir va ser enterrat al Monestir de Santes Creus, on encara es conserva a la sala capitular una llosa funerària amb la seva figura esculpida.